# Liga Premier de Bielorrusia 2025
La Liga Premier de Bielorrusia 2025 es la 35.ª edición de la máxima competición profesional de fútbol en Bielorrusia. Organizado por la Federación Bielorrusa de Fútbol (BFF), el torneo comenzó el 13 de marzo de 2025 y finalizara en 2025.
Un total de 16 equipos participan en la competición, incluyendo 13 equipos de la temporada anterior, 2 provenientes de la Primera Liga de Bielorrusia 2024 y ganador del playoff.
El Dinamo Minsk es el campeón defensor.

## Formato
La competición consta de un grupo único integrado por dieciséis clubes de toda la geografía bielorrusa. Siguiendo un sistema de liga, los dieciséis equipos se enfrentan todos contra todos en dos ocasiones, una en campo propio y otra en campo contrario, sumando un total de 30 jornadas. El orden de los encuentros se decide por sorteo antes de empezar la competición y la clasificación final se establece teniendo en cuenta los puntos obtenidos en cada enfrentamiento, a razón de tres por partido ganado, uno por empate y ninguno en caso de derrota.

### Clasificación para competiciones europeas
El mejor equipo se clasificará para la Liga de Campeones de la UEFA 2026-27. El campeón de la Copa de Bielorrusia 2025-26 y el siguiente mejor equipo ubicado no clasificados a la Liga de Campeones de la UEFA 2026-27 y a la Liga Europa de la UEFA 2026-27 clasificarán a la Liga Conferencia de la UEFA 2026-27 y los últimos dos descenderán a la Primera Liga de Bielorrusia 2026.
No obstante, esta distribución se puede ver alterada si alguno de los equipos que han obtenido una plaza en alguna competición europea a través de las competiciones nacionales hubiera obtenido una plaza diferente tras la consecución de algún título europeo en la misma temporada, o hubiera obtenido dos plazas distintas en competiciones nacionales (una a través de la Liga y otra a través de la Copa), provocando así las siguientes dos excepciones:
- Excepción de la Copa de Bielorrusia: Si un equipo obtiene una plaza para la Liga Conferencia de la UEFA por ganar la Copa de Bielorrusia, pero finaliza la temporada en el primer lugar de la Liga Premier de Bielorrusia, la plaza obtenida en Copa pasa al segundo clasificado, siendo el equipo clasificado en tercer lugar quien acceda a la plaza de la Liga Conferencia de la UEFA.

## Relevos
Dieciséis equipos compiten en la liga: los 14 mejores equipos de la Liga Premier de Bielorrusia 2024 y los 2 equipos promovidos de la Primera Liga de Bielorrusia 2024.
| Pos. | Descendidos a Primera Liga de Bielorrusia |
| ---- | ----------------------------------------- |
| 15.º | Dnepr Mogilev                             |
| 16.º | Shakhtyor Soligorsk                       |

| Pos. | Ascendidos de Primera Liga de Bielorrusia |
| ---- | ----------------------------------------- |
| 1.º  | Molodechno                                |
| 2.º  | Rogachev                                  |

## Información
| Equipo             | Ciudad       | Estadio          | Capacidad |
| ------------------ | ------------ | ---------------- | --------- |
| Arsenal Dzerzhinsk | Dziarzhynsk  | City Stadium     | 1 000     |
| BATE Borísov       | Barysau      | Borísov Arena    | 13 126    |
| Dinamo Brest       | Brest        | OSK Brestsky     | 10 169    |
| Dinamo Minsk       | Minsk        | Dinamo Stadium   | 22 000    |
| Gomel              | Gómel        | Central Stadium  | 14 307    |
| Isloch Minsk       | Minsk        | FC Minsk Stadium | 3 000     |
| Minsk              | Minsk        | FC Minsk Stadium | 3 000     |
| Molodechno         | Maladziechna | City Stadium     | 4 800     |
| Naftan Novopolotsk | Navapólatsk  | Atlant Stadium   | 5 300     |
| Neman Grodno       | Grodno       | Neman Stadium    | 8 479     |
| Rogachev           | Vítebsk      | Vitebsky CSK     | 8 144     |
| Slavia-Mozyr       | Mazyr        | Yunost Stadium   | 5 300     |
| Slutsk             | Slutsk       | City Stadium     | 1 896     |
| Smorgon            | Smarhón      | Yunost Stadium   | 3 200     |
| Torpedo Zhodino    | Zhódino      | Torpedo Stadium  | 6 524     |
| Vitebsk            | Vítebsk      | Vitebsky CSK     | 8 144     |

## Localización
| Región  | N.º | Equipos                                                                                                   |
| ------- | --- | --- |
| Minsk   | 8   | Arsenal Dzerzhinsk, BATE Borísov, Dinamo Minsk, Isloch Minsk, Minsk, Molodechno, Slutsk y Torpedo Zhodino |
| Vítebsk | 3   | Naftan Novopolotsk, Rogachev y Vitebsk                                                                    |
| Gómel   | 2   | Gomel y Slavia-Mozyr                                                                                      |
| Grodno  | 2   | Neman Grodno y Smorgon                                                                                    |
| Brest   | 1   | Dinamo Brest                                                                                              |

## Clasificación
| Pos. | Equipo             | Pts. | PJ | G  | E | P  | GF | GC | Dif. | Clasificación 2026-27                                |
| ---- | ------------------ | ---- | -- | -- | - | -- | -- | -- | ---- | ---------------------------------------------------- |
| 1    | Rogachev           | 46   | 18 | 14 | 4 | 0  | 32 | 7  | +25  | Primera ronda clasificatoria de la Liga de Campeones |
| 2    | Slavia-Mozyr       | 38   | 18 | 11 | 5 | 2  | 32 | 16 | +16  | Primera ronda clasificatoria de la Liga Conferencia  |
| 3    | Dinamo Minsk       | 32   | 16 | 10 | 2 | 4  | 27 | 15 | +12  |                                                      |
| 4    | Dinamo Brest       | 32   | 18 | 9  | 5 | 4  | 30 | 19 | +11  |                                                      |
| 5    | Isloch Minsk       | 31   | 18 | 8  | 7 | 3  | 32 | 17 | +15  |                                                      |
| 6    | Torpedo Zhodino    | 30   | 17 | 8  | 6 | 3  | 28 | 18 | +10  |                                                      |
| 7    | Neman Grodno       | 28   | 15 | 9  | 1 | 5  | 23 | 10 | +13  |                                                      |
| 8    | Minsk              | 27   | 18 | 8  | 3 | 7  | 27 | 31 | −4   |                                                      |
| 9    | Vitebsk            | 21   | 18 | 6  | 3 | 9  | 29 | 29 | 0    |                                                      |
| 10   | Arsenal Dzerzhinsk | 20   | 18 | 4  | 8 | 6  | 21 | 26 | −5   |                                                      |
| 11   | BATE Borísov       | 19   | 18 | 5  | 4 | 9  | 20 | 32 | −12  |                                                      |
| 12   | Gomel              | 18   | 16 | 5  | 3 | 8  | 11 | 15 | −4   |                                                      |
| 13   | Naftan Novopolotsk | 17   | 18 | 5  | 2 | 11 | 16 | 30 | −14  |                                                      |
| 14   | Slutsk             | 13   | 18 | 3  | 4 | 11 | 11 | 27 | −16  | Play-offs de promoción de categoría                  |
| 15   | Smorgon            | 10   | 17 | 2  | 4 | 11 | 12 | 29 | −17  | Descenso a la Primera Liga de Bielorrusia            |
| 16   | Molodechno         | 4    | 17 | 1  | 1 | 15 | 9  | 39 | −30  | Descenso a la Primera Liga de Bielorrusia            |

Actualizado a los partidos jugados el 17 de agosto de 2025.
 Fuente: Liga Premier de Bielorrusia
Criterios de clasificación: Puntos · Puntos en enfrentamientos directos · Diferencia de goles en enfrentamientos directos · Goles a favor en enfrentamientos directos · Diferencia de goles · Victorias · Goles a favor

### Evolución de la clasificación
| Equipo             | 01 | 02 | 03  | 04  | 05 | 06 | 07  | 08  | 09  | 10 | 11 | 12 | 13 | 14 | 15 | 16  | 17   | 18   | 19  | 20 | 21 | 22 | 23 | 24 | 25 | 26 | 27 | 28 | 29 | 30 |
| ------------------ | -- | -- | --- | --- | -- | -- | --- | --- | --- | -- | -- | -- | -- | -- | -- | --- | ---- | ---- | --- | -- | -- | -- | -- | -- | -- | -- | -- | -- | -- | -- |
| Rogachev           | 5  | 4  | 2   | 2   | 2  | 2  | 1   | 1   | 1   | 1  | 1  | 1  | 1  | 1  | 1  | 1   | 1    | 1    | 1   | 1  |    |    |    |    |    |    |    |    |    |    |
| Slavia-Mozyr       | 7  | 1  | 1   | 1   | 1  | 1  | 2   | 4   | 3   | 3  | 2  | 2  | 2  | 3  | 2  | 2   | 2    | 2    | 2   |    |    |    |    |    |    |    |    |    |    |    |
| Dinamo Minsk       | 4  | 6  | 7*  | 12* | 6* | 4* | 3*  | 3*  | 4*  | 4* | 3* | 3  | 3  | 2  | 4  | 4*  | 3*   | 3**  |     |    |    |    |    |    |    |    |    |    |    |    |
| Dinamo Brest       | 9  | 12 | 14  | 8   | 10 | 8  | 7   | 2   | 2   | 2  | 5  | 4  | 5  | 7  | 6  | 5   | 4    | 4    |     |    |    |    |    |    |    |    |    |    |    |    |
| Isloch Minsk       | 6  | 2  | 4   | 6   | 5  | 3  | 4   | 5   | 5   | 5  | 4  | 5  | 4  | 6  | 7  | 7   | 7    | 5    |     |    |    |    |    |    |    |    |    |    |    |    |
| Torpedo Zhodino    | 11 | 13 | 13  | 7   | 8  | 10 | 8   | 6   | 7   | 9  | 6  | 7  | 7  | 4  | 3  | 3*  | 5*   | 6*   |     |    |    |    |    |    |    |    |    |    |    |    |
| Neman Grodno       | 1  | 7  | 10* | 5*  | 4* | 9* | 11* | 12* | 11* | 6* | 9* | 6  | 6  | 5  | 5  | 6*  | 6**  | 7*** |     |    |    |    |    |    |    |    |    |    |    |    |
| Minsk              | 12 | 9  | 9   | 3   | 3  | 6  | 5   | 7   | 6   | 8  | 7  | 8  | 9  | 8  | 8  | 8   | 8    | 8    |     |    |    |    |    |    |    |    |    |    |    |    |
| Vitebsk            | 15 | 14 | 11  | 10  | 9  | 7  | 9   | 9   | 8   | 10 | 11 | 9  | 10 | 10 | 9  | 9   | 9    | 9    |     |    |    |    |    |    |    |    |    |    |    |    |
| Arsenal Dzerzhinsk | 8  | 11 | 12  | 14  | 14 | 14 | 14  | 13  | 13  | 14 | 13 | 12 | 12 | 9  | 10 | 10  | 10   | 10   |     |    |    |    |    |    |    |    |    |    |    |    |
| BATE Borísov       | 3  | 10 | 3   | 4   | 7  | 5  | 6   | 8   | 9   | 7  | 10 | 11 | 11 | 12 | 12 | 12  | 12   | 11   |     |    |    |    |    |    |    |    |    |    |    |    |
| Gomel              | 10 | 5  | 8   | 9   | 11 | 12 | 12  | 11  | 10  | 11 | 8  | 10 | 8  | 11 | 11 | 11* | 11** | 12** |     |    |    |    |    |    |    |    |    |    |    |    |
| Naftan Novopolotsk | 2  | 3  | 5   | 13  | 13 | 11 | 10  | 10  | 12  | 12 | 12 | 13 | 14 | 14 | 13 | 13  | 13   | 13   |     |    |    |    |    |    |    |    |    |    |    |    |
| Slutsk             | 13 | 8  | 6   | 11  | 12 | 13 | 13  | 14  | 14  | 13 | 14 | 14 | 13 | 13 | 14 | 14  | 14   | 14   |     |    |    |    |    |    |    |    |    |    |    |    |
| Smorgon            | 14 | 15 | 15  | 15  | 15 | 15 | 15  | 15  | 15  | 15 | 15 | 15 | 15 | 15 | 15 | 15* | 15*  | 15*  |     |    |    |    |    |    |    |    |    |    |    |    |
| Molodechno         | 16 | 16 | 16  | 16  | 16 | 16 | 16  | 16  | 16  | 16 | 16 | 16 | 16 | 16 | 16 | 16* | 16*  | 16*  | 16* |    |    |    |    |    |    |    |    |    |    |    |

(*) Indica la posición del equipo con un partido pendiente
(**) Indica la posición del equipo con dos partidos pendientes
(***) Indica la posición del equipo con dos partidos pendientes

## Resultados

### Primera vuelta
| Jornada 1          | Jornada 1 | Jornada 1          | Jornada 1        | Jornada 1   | Jornada 1 | Jornada 1    |
| Local              | Resultado | Visitante          | Estadio          | Fecha       | Hora      | Espectadores |
| ------------------ | --------- | ------------------ | ---------------- | ----------- | --------- | ------------ |
| Minsk              | 1 – 2     | Naftan Novopolotsk | FC Minsk Stadium | 13 de marzo | 19:00     | 2 900        |
| Isloch Minsk       | 2 – 2     | Slavia-Mozyr       | FC Minsk Stadium | 14 de marzo | 19:00     | 350          |
| Gomel              | 1 – 1     | Torpedo Zhodino    | Central Stadium  | 15 de marzo | 13:00     | 2 155        |
| Neman Grodno       | 3 – 0     | Molodechno         | Neman Stadium    | 15 de marzo | 15:00     | 895          |
| Vitebsk            | 0 – 1     | BATE Borísov       | Vitebsky CSK     | 15 de marzo | 17:00     | 1 020        |
| Arsenal Dzerzhinsk | 1 – 1     | Dinamo Brest       | City Stadium     | 16 de marzo | 13:00     | 920          |
| Slutsk             | 0 – 1     | Rogachev           | City Stadium     | 16 de marzo | 15:00     | 1 050        |
| Dinamo Minsk       | 1 – 0     | Smorgon            | Dinamo Stadium   | 16 de marzo | 17:00     | 1 780        |

| Jornada 2          | Jornada 2 | Jornada 2          | Jornada 2        | Jornada 2   | Jornada 2 | Jornada 2    |
| Local              | Resultado | Visitante          | Estadio          | Fecha       | Hora      | Espectadores |
| ------------------ | --------- | ------------------ | ---------------- | ----------- | --------- | ------------ |
| Slavia-Mozyr       | 4 – 1     | Molodechno         | Yunost Stadium   | 28 de marzo | 18:00     | 3 150        |
| BATE Borísov       | 0 – 1     | Isloch Minsk       | Borísov Arena    | 28 de marzo | 20:00     | 3 875        |
| Rogachev           | 2 – 2     | Arsenal Dzerzhinsk | Vitebsky CSK     | 29 de marzo | 14:00     | 1 150        |
| Slutsk             | 2 – 0     | Smorgon            | City Stadium     | 29 de marzo | 16:00     | 1 116        |
| Minsk              | 2 – 1     | Vitebsk            | FC Minsk Stadium | 29 de marzo | 18:00     | 360          |
| Torpedo Zhodino    | 0 – 0     | Dinamo Minsk       | Torpedo Stadium  | 30 de marzo | 14:45     | 4 525        |
| Naftan Novopolotsk | 2 – 2     | Dinamo Brest       | Atlant Stadium   | 30 de marzo | 16:45     | 500          |
| Neman Grodno       | 0 – 1     | Gomel              | Neman Stadium    | 30 de marzo | 18:45     | 4 170        |

| Jornada 3          | Jornada 3 | Jornada 3          | Jornada 3        | Jornada 3   | Jornada 3 | Jornada 3    |
| Local              | Resultado | Visitante          | Estadio          | Fecha       | Hora      | Espectadores |
| ------------------ | --------- | ------------------ | ---------------- | ----------- | --------- | ------------ |
| Slutsk             | 0 – 0     | Torpedo Zhodino    | City Stadium     | 4 de abril  | 17:15     | 1 123        |
| Dinamo Brest       | 0 – 2     | Rogachev           | OSK Brestsky     | 4 de abril  | 20:30     | 7 821        |
| Molodechno         | 0 – 1     | BATE Borísov       | City Stadium     | 5 de abril  | 14:00     | 1 100        |
| Vitebsk            | 2 – 0     | Naftan Novopolotsk | Vitebsky CSK     | 5 de abril  | 16:00     | 850          |
| Isloch Minsk       | 1 – 1     | Minsk              | FC Minsk Stadium | 6 de abril  | 13:00     | 400          |
| Arsenal Dzerzhinsk | 1 – 1     | Smorgon            | City Stadium     | 6 de abril  | 15:00     | 115          |
| Gomel              | 0 – 1     | Slavia-Mozyr       | Central Stadium  | 6 de abril  | 17:00     | 14 307       |
| Dinamo Minsk       | 0 – 1     | Neman Grodno       | Dinamo Stadium   | 18 de junio | 20:30     | 8 210        |

| Jornada 4          | Jornada 4 | Jornada 4          | Jornada 4        | Jornada 4   | Jornada 4 | Jornada 4    |
| Local              | Resultado | Visitante          | Estadio          | Fecha       | Hora      | Espectadores |
| ------------------ | --------- | ------------------ | ---------------- | ----------- | --------- | ------------ |
| Vitebsk            | 3 – 3     | Isloch Minsk       | Vitebsky CSK     | 11 de abril | 18:00     | 420          |
| Neman Grodno       | 2 – 1     | Slutsk             | Neman Stadium    | 11 de abril | 20:00     | 1 870        |
| Naftan Novopolotsk | 0 – 3     | Rogachev           | Atlant Stadium   | 12 de abril | 14:00     | 540          |
| Torpedo Zhodino    | 2 – 1     | Arsenal Dzerzhinsk | Torpedo Stadium  | 12 de abril | 16:00     | 3 248        |
| BATE Borísov       | 0 – 0     | Gomel              | Borísov Arena    | 12 de abril | 19:00     | 5 402        |
| Minsk              | 3 – 2     | Molodechno         | FC Minsk Stadium | 13 de abril | 13:15     | 470          |
| Slavia-Mozyr       | 3 – 0     | Dinamo Minsk       | Yunost Stadium   | 13 de abril | 15:10     | 4 800        |
| Dinamo Brest       | 2 – 0     | Smorgon            | OSK Brestsky     | 13 de abril | 18:00     | 6 590        |

| Jornada 5          | Jornada 5 | Jornada 5          | Jornada 5        | Jornada 5   | Jornada 5 | Jornada 5    |
| Local              | Resultado | Visitante          | Estadio          | Fecha       | Hora      | Espectadores |
| ------------------ | --------- | ------------------ | ---------------- | ----------- | --------- | ------------ |
| Slutsk             | 1 – 2     | Slavia-Mozyr       | City Stadium     | 18 de abril | 17:30     | 1 108        |
| Minsk              | 1 – 0     | Gomel              | FC Minsk Stadium | 18 de abril | 19:30     | 500          |
| Molodechno         | 0 – 4     | Vitebsk            | City Stadium     | 19 de abril | 14:00     | 4 800        |
| Arsenal Dzerzhinsk | 0 – 3     | Neman Grodno       | City Stadium     | 19 de abril | 15:45     | 450          |
| Isloch Minsk       | 3 – 0     | Naftan Novopolotsk | FC Minsk Stadium | 19 de abril | 17:45     | 400          |
| Dinamo Minsk       | 2 – 1     | BATE Borísov       | Dinamo Stadium   | 19 de abril | 19:30     | 6 302        |
| Rogachev           | 3 – 1     | Smorgon            | Vitebsky CSK     | 21 de abril | 17:45     | 950          |
| Dinamo Brest       | 0 – 0     | Torpedo Zhodino    | OSK Brestsky     | 21 de abril | 20:00     | 6 608        |

| Jornada 6          | Jornada 6 | Jornada 6          | Jornada 6        | Jornada 6   | Jornada 6 | Jornada 6    |
| Local              | Resultado | Visitante          | Estadio          | Fecha       | Hora      | Espectadores |
| ------------------ | --------- | ------------------ | ---------------- | ----------- | --------- | ------------ |
| BATE Borísov       | 2 – 0     | Slutsk             | Borísov Arena    | 25 de abril | 18:45     | 2 132        |
| Slavia-Mozyr       | 1 – 1     | Arsenal Dzerzhinsk | Yunost Stadium   | 25 de abril | 20:45     | 1 850        |
| Naftan Novopolotsk | 3 – 1     | Smorgon            | Atlant Stadium   | 26 de abril | 17:00     | 190          |
| Vitebsk            | 2 – 0     | Gomel              | Vitebsky CSK     | 26 de abril | 19:00     | 920          |
| Neman Grodno       | 0 – 1     | Dinamo Brest       | Neman Stadium    | 26 de abril | 20:55     | 3 285        |
| Isloch Minsk       | 4 – 0     | Molodechno         | FC Minsk Stadium | 27 de abril | 16:00     | 375          |
| Torpedo Zhodino    | 1 – 1     | Rogachev           | Torpedo Stadium  | 27 de abril | 18:00     | 2 011        |
| Dinamo Minsk       | 4 – 1     | Minsk              | Dinamo Stadium   | 27 de abril | 20:00     | 3 541        |

| Jornada 7          | Jornada 7 | Jornada 7          | Jornada 7       | Jornada 7 | Jornada 7 | Jornada 7    |
| Local              | Resultado | Visitante          | Estadio         | Fecha     | Hora      | Espectadores |
| ------------------ | --------- | ------------------ | --------------- | --------- | --------- | ------------ |
| Molodechno         | 0 – 2     | Naftan Novopolotsk | City Stadium    | 2 de mayo | 18:00     | 750          |
| Arsenal Dzerzhinsk | 0 – 1     | BATE Borísov       | City Stadium    | 2 de mayo | 20:00     | 2 400        |
| Dinamo Minsk       | 2 – 1     | Vitebsk            | Dinamo Stadium  | 3 de mayo | 15:00     | 1 950        |
| Smorgon            | 0 – 1     | Torpedo Zhodino    | Yunost Stadium  | 3 de mayo | 17:00     | 2 625        |
| Rogachev           | 1 – 0     | Neman Grodno       | Vitebsky CSK    | 3 de mayo | 19:00     | 8 350        |
| Dinamo Brest       | 3 – 1     | Slavia-Mozyr       | OSK Brestsky    | 3 de mayo | 20:55     | 10 080       |
| Gomel              | 0 – 0     | Isloch Minsk       | Central Stadium | 4 de mayo | 14:00     | 1 800        |
| Slutsk             | 1 – 2     | Minsk              | City Stadium    | 4 de mayo | 16:00     | 1 896        |

| Jornada 8          | Jornada 8 | Jornada 8          | Jornada 8        | Jornada 8  | Jornada 8 | Jornada 8    |
| Local              | Resultado | Visitante          | Estadio          | Fecha      | Hora      | Espectadores |
| ------------------ | --------- | ------------------ | ---------------- | ---------- | --------- | ------------ |
| Minsk              | 2 – 2     | Arsenal Dzerzhinsk | FC Minsk Stadium | 10 de mayo | 15:00     | 325          |
| Molodechno         | 0 – 1     | Gomel              | City Stadium     | 10 de mayo | 17:00     | 460          |
| BATE Borísov       | 2 – 4     | Dinamo Brest       | Borísov Arena    | 10 de mayo | 19:00     | 4 707        |
| Vitebsk            | 4 – 1     | Slutsk             | Vitebsky CSK     | 11 de mayo | 14:00     | 620          |
| Isloch Minsk       | 2 – 2     | Dinamo Minsk       | FC Minsk Stadium | 11 de mayo | 16:00     | 1 100        |
| Neman Grodno       | 0 – 1     | Smorgon            | Neman Stadium    | 11 de mayo | 18:00     | 2 390        |
| Naftan Novopolotsk | 0 – 3     | Torpedo Zhodino    | Atlant Stadium   | 12 de mayo | 18:00     | 820          |
| Slavia-Mozyr       | 0 – 2     | Rogachev           | Yunost Stadium   | 12 de mayo | 20:00     | 2 953        |

| Jornada 9          | Jornada 9 | Jornada 9          | Jornada 9       | Jornada 9  | Jornada 9 | Jornada 9    |
| Local              | Resultado | Visitante          | Estadio         | Fecha      | Hora      | Espectadores |
| ------------------ | --------- | ------------------ | --------------- | ---------- | --------- | ------------ |
| Smorgon            | 0 – 2     | Slavia-Mozyr       | Yunost Stadium  | 16 de mayo | 17:00     | 796          |
| Torpedo Zhodino    | 0 – 1     | Neman Grodno       | Torpedo Stadium | 16 de mayo | 19:00     | 2 399        |
| Gomel              | 2 – 0     | Naftan Novopolotsk | Central Stadium | 16 de mayo | 20:55     | 1 100        |
| Slutsk             | 1 – 1     | Isloch Minsk       | City Stadium    | 17 de mayo | 15:00     | 1 896        |
| Dinamo Brest       | 5 – 0     | Minsk              | OSK Brestsky    | 17 de mayo | 17:00     | 10 080       |
| Dinamo Minsk       | 3 – 2     | Molodechno         | Dinamo Stadium  | 17 de mayo | 19:00     | 5 336        |
| Arsenal Dzerzhinsk | 1 – 1     | Vitebsk            | City Stadium    | 18 de mayo | 17:00     | 153          |
| Rogachev           | 2 – 1     | BATE Borísov       | Vitebsky CSK    | 18 de mayo | 20:55     | 2 710        |

| Jornada 10         | Jornada 10 | Jornada 10         | Jornada 10       | Jornada 10 | Jornada 10 | Jornada 10   |
| Local              | Resultado  | Visitante          | Estadio          | Fecha      | Hora       | Espectadores |
| ------------------ | ---------- | ------------------ | ---------------- | ---------- | ---------- | ------------ |
| Naftan Novopolotsk | 1 – 3      | Neman Grodno       | Atlant Stadium   | 20 de mayo | 18:00      | 810          |
| Slavia-Mozyr       | 1 – 0      | Torpedo Zhodino    | Yunost Stadium   | 20 de mayo | 20:00      | 3 230        |
| Isloch Minsk       | 4 – 0      | Arsenal Dzerzhinsk | FC Minsk Stadium | 23 de mayo | 18:30      | 260          |
| Vitebsk            | 1 – 3      | Dinamo Brest       | Vitebsky CSK     | 23 de mayo | 20:30      | 1 900        |
| Minsk              | 1 – 2      | Rogachev           | FC Minsk Stadium | 25 de mayo | 15:00      | 510          |
| Molodechno         | 0 – 1      | Slutsk             | City Stadium     | 25 de mayo | 17:00      | 612          |
| Gomel              | 0 – 1      | Dinamo Minsk       | Central Stadium  | 25 de mayo | 19:45      | 4 500        |
| BATE Borísov       | 2 – 2      | Smorgon            | Borísov Arena    | 26 de mayo | 20:55      | 1 694        |

| Jornada 11         | Jornada 11 | Jornada 11         | Jornada 11      | Jornada 11 | Jornada 11 | Jornada 11   |
| Local              | Resultado  | Visitante          | Estadio         | Fecha      | Hora       | Espectadores |
| ------------------ | ---------- | ------------------ | --------------- | ---------- | ---------- | ------------ |
| Dinamo Brest       | 1 – 2      | Isloch Minsk       | OSK Brestsky    | 30 de mayo | 19:00      | 9 583        |
| Torpedo Zhodino    | 3 – 2      | BATE Borísov       | Torpedo Stadium | 31 de mayo | 14:00      | 2 728        |
| Neman Grodno       | 1 – 2      | Slavia-Mozyr       | Neman Stadium   | 31 de mayo | 16:00      | 3 280        |
| Dinamo Minsk       | 1 – 0      | Naftan Novopolotsk | Dinamo Stadium  | 31 de mayo | 18:00      | 2 100        |
| Rogachev           | 2 – 0      | Vitebsk            | Vitebsky CSK    | 31 de mayo | 20:00      | 7 400        |
| Slutsk             | 0 – 3      | Gomel              | City Stadium    | 1 de junio | 16:00      | 1 253        |
| Smorgon            | 0 – 2      | Minsk              | Yunost Stadium  | 1 de junio | 18:00      | 1 736        |
| Arsenal Dzerzhinsk | 3 – 0      | Molodechno         | City Stadium    | 1 de junio | 20:30      | 120          |

| Jornada 12         | Jornada 12 | Jornada 12         | Jornada 12       | Jornada 12  | Jornada 12 | Jornada 12   |
| Local              | Resultado  | Visitante          | Estadio          | Fecha       | Hora       | Espectadores |
| ------------------ | ---------- | ------------------ | ---------------- | ----------- | ---------- | ------------ |
| Molodechno         | 0 – 1      | Dinamo Brest       | City Stadium     | 13 de junio | 19:00      | 560          |
| Gomel              | 0 – 2      | Arsenal Dzerzhinsk | Central Stadium  | 13 de junio | 20:55      | 4 500        |
| Minsk              | 1 – 5      | Torpedo Zhodino    | FC Minsk Stadium | 14 de junio | 15:00      | 450          |
| Slutsk             | 0 – 1      | Dinamo Minsk       | City Stadium     | 14 de junio | 18:00      | 1 410        |
| BATE Borísov       | 1 – 5      | Neman Grodno       | Borísov Arena    | 14 de junio | 20:00      | 4 596        |
| Naftan Novopolotsk | 0 – 1      | Slavia-Mozyr       | Atlant Stadium   | 15 de junio | 15:00      | 768          |
| Isloch Minsk       | 0 – 1      | Rogachev           | FC Minsk Stadium | 15 de junio | 17:00      | 1 200        |
| Vitebsk            | 2 – 1      | Smorgon            | Vitebsky CSK     | 15 de junio | 19:15      | 1 620        |

| Jornada 13         | Jornada 13 | Jornada 13         | Jornada 13      | Jornada 13  | Jornada 13 | Jornada 13   |
| Local              | Resultado  | Visitante          | Estadio         | Fecha       | Hora       | Espectadores |
| ------------------ | ---------- | ------------------ | --------------- | ----------- | ---------- | ------------ |
| Smorgon            | 0 – 4      | Isloch Minsk       | Yunost Stadium  | 20 de junio | 18:00      | 650          |
| Slavia-Mozyr       | 1 – 1      | BATE Borísov       | Yunost Stadium  | 20 de junio | 20:00      | 1 750        |
| Slutsk             | 1 – 0      | Naftan Novopolotsk | City Stadium    | 21 de junio | 16:00      | 1 896        |
| Dinamo Brest       | 0 – 1      | Gomel              | OSK Brestsky    | 21 de junio | 18:00      | 10 080       |
| Rogachev           | 0 – 0      | Molodechno         | Vitebsky CSK    | 21 de junio | 20:00      | 8 350        |
| Arsenal Dzerzhinsk | 2 – 1      | Dinamo Minsk       | City Stadium    | 22 de junio | 16:30      | 250          |
| Neman Grodno       | 2 – 1      | Minsk              | Neman Stadium   | 22 de junio | 18:30      | 4 810        |
| Torpedo Zhodino    | 3 – 2      | Vitebsk            | Torpedo Stadium | 22 de junio | 20:30      | 2 206        |

| Jornada 14         | Jornada 14 | Jornada 14         | Jornada 14       | Jornada 14  | Jornada 14 | Jornada 14   |
| Local              | Resultado  | Visitante          | Estadio          | Fecha       | Hora       | Espectadores |
| ------------------ | ---------- | ------------------ | ---------------- | ----------- | ---------- | ------------ |
| Molodechno         | 2 – 1      | Smorgon            | City Stadium     | 27 de junio | 17:00      | 800          |
| Minsk              | 2 – 2      | Slavia-Mozyr       | FC Minsk Stadium | 27 de junio | 19:00      | 350          |
| Isloch Minsk       | 1 – 3      | Torpedo Zhodino    | FC Minsk Stadium | 28 de junio | 14:00      | 600          |
| Vitebsk            | 0 – 0      | Neman Grodno       | Vitebsky CSK     | 28 de junio | 16:00      | 1 020        |
| Gomel              | 0 – 2      | Rogachev           | Central Stadium  | 28 de junio | 18:00      | 14 307       |
| Dinamo Minsk       | 5 – 0      | Dinamo Brest       | Dinamo Stadium   | 28 de junio | 20:00      | 6 230        |
| Naftan Novopolotsk | 2 – 2      | BATE Borísov       | Atlant Stadium   | 29 de junio | 17:00      | 1 250        |
| Slutsk             | 0 – 3      | Arsenal Dzerzhinsk | City Stadium     | 29 de junio | 19:00      | 1 211        |

| Jornada 15         | Jornada 15 | Jornada 15         | Jornada 15      | Jornada 15 | Jornada 15 | Jornada 15   |
| Local              | Resultado  | Visitante          | Estadio         | Fecha      | Hora       | Espectadores |
| ------------------ | ---------- | ------------------ | --------------- | ---------- | ---------- | ------------ |
| Rogachev           | 2 – 0      | Dinamo Minsk       | Vitebsky CSK    | 3 de julio | 18:00      | 2 350        |
| Torpedo Zhodino    | 4 – 1      | Molodechno         | Torpedo Stadium | 4 de julio | 16:30      | 2 438        |
| Dinamo Brest       | 3 – 0      | Slutsk             | OSK Brestsky    | 4 de julio | 18:45      | 6 695        |
| Neman Grodno       | 2 – 0      | Isloch Minsk       | Neman Stadium   | 4 de julio | 20:55      | 3 160        |
| Smorgon            | 3 – 1      | Gomel              | Yunost Stadium  | 5 de julio | 16:30      | 869          |
| Slavia-Mozyr       | 4 – 0      | Vitebsk            | Yunost Stadium  | 5 de julio | 18:45      | 3 850        |
| BATE Borísov       | 0 – 2      | Minsk              | Borísov Arena   | 5 de julio | 20:55      | 1 755        |
| Arsenal Dzerzhinsk | 0 – 1      | Naftan Novopolotsk | City Stadium    | 6 de julio | 18:30      | 212          |

### Segunda vuelta
| Jornada 16         | Jornada 16 | Jornada 16         | Jornada 16      | Jornada 16  | Jornada 16 | Jornada 16   |
| Local              | Resultado  | Visitante          | Estadio         | Fecha       | Hora       | Espectadores |
| ------------------ | ---------- | ------------------ | --------------- | ----------- | ---------- | ------------ |
| BATE Borísov       | 1 – 5      | Vitebsk            | Borísov Arena   | 1 de agosto | 18:15      | T.B.D        |
| Naftan Novopolotsk | 0 – 3      | Minsk              | Atlant Stadium  | 2 de agosto | 16:00      | T.B.D        |
| Slavia-Mozyr       | 1 – 1      | Isloch Minsk       | Yunost Stadium  | 2 de agosto | 18:00      | T.B.D        |
| Dinamo Brest       | 1 – 1      | Arsenal Dzerzhinsk | OSK Brestsky    | 2 de agosto | 20:00      | T.B.D        |
| Rogachev           | 1 – 0      | Slutsk             | Vitebsky CSK    | 3 de agosto | 20:00      | T.B.D        |
| Molodechno         | v.s.       | Neman Grodno       | City Stadium    | T.B.D       | T.B.D      | T.B.D        |
| Smorgon            | v.s.       | Dinamo Minsk       | Yunost Stadium  | T.B.D       | T.B.D      | T.B.D        |
| Torpedo Zhodino    | v.s.       | Gomel              | Torpedo Stadium | T.B.D       | T.B.D      | T.B.D        |

| Jornada 17         | Jornada 17 | Jornada 17         | Jornada 17       | Jornada 17   | Jornada 17 | Jornada 17   |
| Local              | Resultado  | Visitante          | Estadio          | Fecha        | Hora       | Espectadores |
| ------------------ | ---------- | ------------------ | ---------------- | ------------ | ---------- | ------------ |
| Molodechno         | 0 – 2      | Slavia-Mozyr       | City Stadium     | 8 de agosto  | 18:00      | T.B.D        |
| Smorgon            | 0 – 0      | Slutsk             | Yunost Stadium   | 9 de agosto  | 16:00      | T.B.D        |
| Isloch Minsk       | 2 – 0      | BATE Borísov       | FC Minsk Stadium | 9 de agosto  | 18:00      | T.B.D        |
| Vitebsk            | 1 – 2      | Minsk              | Vitebsky CSK     | 9 de agosto  | 20:55      | T.B.D        |
| Dinamo Brest       | 2 – 0      | Naftan Novopolotsk | OSK Brestsky     | 10 de agosto | 16:30      | T.B.D        |
| Arsenal Dzerzhinsk | 0 – 4      | Rogachev           | City Stadium     | 10 de agosto | 18:30      | T.B.D        |
| Dinamo Minsk       | 4 – 0      | Torpedo Zhodino    | Dinamo Stadium   | 10 de agosto | 20:30      | T.B.D        |
| Gomel              | v.s.       | Neman Grodno       | Central Stadium  | T.B.D        | T.B.D      | T.B.D        |

| Jornada 18         | Jornada 18 | Jornada 18         | Jornada 18       | Jornada 18   | Jornada 18 | Jornada 18   |
| Local              | Resultado  | Visitante          | Estadio          | Fecha        | Hora       | Espectadores |
| ------------------ | ---------- | ------------------ | ---------------- | ------------ | ---------- | ------------ |
| Smorgon            | 1 – 1      | Arsenal Dzerzhinsk | Yunost Stadium   | 15 de agosto | 18:00      | T.B.D        |
| Slavia-Mozyr       | 2 – 1      | Gomel              | Yunost Stadium   | 15 de agosto | 20:55      | T.B.D        |
| BATE Borísov       | 2 – 1      | Molodechno         | Borísov Arena    | 16 de agosto | 13:30      | T.B.D        |
| Naftan Novopolotsk | 3 – 0      | Vitebsk            | Atlant Stadium   | 16 de agosto | 18:00      | T.B.D        |
| Torpedo Zhodino    | 2 – 2      | Slutsk             | Torpedo Stadium  | 16 de agosto | 20:00      | T.B.D        |
| Minsk              | 0 – 1      | Isloch Minsk       | FC Minsk Stadium | 17 de agosto | 18:00      | T.B.D        |
| Rogachev           | 1 – 1      | Dinamo Brest       | Vitebsky CSK     | 17 de agosto | 20:00      | T.B.D        |
| Neman Grodno       | v.s.       | Dinamo Minsk       | Neman Stadium    | T.B.D        | T.B.D      | T.B.D        |

| Jornada 19 | Jornada 19 | Jornada 19 | Jornada 19 | Jornada 19  | Jornada 19  | Jornada 19   |
| Local      | Resultado  | Visitante  | Estadio    | Fecha       | Hora        | Espectadores |
| ---------- | ---------- | ---------- | ---------- | ----------- | ----------- | ------------ |
|            | v.s.       |            |            | Por definir | Por definir | T.B.D        |
|            | v.s.       |            |            | Por definir | Por definir | T.B.D        |
|            | v.s.       |            |            | Por definir | Por definir | T.B.D        |
|            | v.s.       |            |            | Por definir | Por definir | T.B.D        |
|            | v.s.       |            |            | Por definir | Por definir | T.B.D        |
|            | v.s.       |            |            | Por definir | Por definir | T.B.D        |
|            | v.s.       |            |            | Por definir | Por definir | T.B.D        |
|            | v.s.       |            |            | Por definir | Por definir | T.B.D        |

| Jornada 20 | Jornada 20 | Jornada 20 | Jornada 20 | Jornada 20  | Jornada 20  | Jornada 20   |
| Local      | Resultado  | Visitante  | Estadio    | Fecha       | Hora        | Espectadores |
| ---------- | ---------- | ---------- | ---------- | ----------- | ----------- | ------------ |
|            | v.s.       |            |            | Por definir | Por definir | T.B.D        |
|            | v.s.       |            |            | Por definir | Por definir | T.B.D        |
|            | v.s.       |            |            | Por definir | Por definir | T.B.D        |
|            | v.s.       |            |            | Por definir | Por definir | T.B.D        |
|            | v.s.       |            |            | Por definir | Por definir | T.B.D        |
|            | v.s.       |            |            | Por definir | Por definir | T.B.D        |
|            | v.s.       |            |            | Por definir | Por definir | T.B.D        |
|            | v.s.       |            |            | Por definir | Por definir | T.B.D        |

| Jornada 21 | Jornada 21 | Jornada 21 | Jornada 21 | Jornada 21  | Jornada 21  | Jornada 21   |
| Local      | Resultado  | Visitante  | Estadio    | Fecha       | Hora        | Espectadores |
| ---------- | ---------- | ---------- | ---------- | ----------- | ----------- | ------------ |
|            | v.s.       |            |            | Por definir | Por definir | T.B.D        |
|            | v.s.       |            |            | Por definir | Por definir | T.B.D        |
|            | v.s.       |            |            | Por definir | Por definir | T.B.D        |
|            | v.s.       |            |            | Por definir | Por definir | T.B.D        |
|            | v.s.       |            |            | Por definir | Por definir | T.B.D        |
|            | v.s.       |            |            | Por definir | Por definir | T.B.D        |
|            | v.s.       |            |            | Por definir | Por definir | T.B.D        |
|            | v.s.       |            |            | Por definir | Por definir | T.B.D        |

| Jornada 22 | Jornada 22 | Jornada 22 | Jornada 22 | Jornada 22  | Jornada 22  | Jornada 22   |
| Local      | Resultado  | Visitante  | Estadio    | Fecha       | Hora        | Espectadores |
| ---------- | ---------- | ---------- | ---------- | ----------- | ----------- | ------------ |
|            | v.s.       |            |            | Por definir | Por definir | T.B.D        |
|            | v.s.       |            |            | Por definir | Por definir | T.B.D        |
|            | v.s.       |            |            | Por definir | Por definir | T.B.D        |
|            | v.s.       |            |            | Por definir | Por definir | T.B.D        |
|            | v.s.       |            |            | Por definir | Por definir | T.B.D        |
|            | v.s.       |            |            | Por definir | Por definir | T.B.D        |
|            | v.s.       |            |            | Por definir | Por definir | T.B.D        |
|            | v.s.       |            |            | Por definir | Por definir | T.B.D        |

| Jornada 23 | Jornada 23 | Jornada 23 | Jornada 23 | Jornada 23  | Jornada 23  | Jornada 23   |
| Local      | Resultado  | Visitante  | Estadio    | Fecha       | Hora        | Espectadores |
| ---------- | ---------- | ---------- | ---------- | ----------- | ----------- | ------------ |
|            | v.s.       |            |            | Por definir | Por definir | T.B.D        |
|            | v.s.       |            |            | Por definir | Por definir | T.B.D        |
|            | v.s.       |            |            | Por definir | Por definir | T.B.D        |
|            | v.s.       |            |            | Por definir | Por definir | T.B.D        |
|            | v.s.       |            |            | Por definir | Por definir | T.B.D        |
|            | v.s.       |            |            | Por definir | Por definir | T.B.D        |
|            | v.s.       |            |            | Por definir | Por definir | T.B.D        |
|            | v.s.       |            |            | Por definir | Por definir | T.B.D        |

| Jornada 24 | Jornada 24 | Jornada 24 | Jornada 24 | Jornada 24  | Jornada 24  | Jornada 24   |
| Local      | Resultado  | Visitante  | Estadio    | Fecha       | Hora        | Espectadores |
| ---------- | ---------- | ---------- | ---------- | ----------- | ----------- | ------------ |
|            | v.s.       |            |            | Por definir | Por definir | T.B.D        |
|            | v.s.       |            |            | Por definir | Por definir | T.B.D        |
|            | v.s.       |            |            | Por definir | Por definir | T.B.D        |
|            | v.s.       |            |            | Por definir | Por definir | T.B.D        |
|            | v.s.       |            |            | Por definir | Por definir | T.B.D        |
|            | v.s.       |            |            | Por definir | Por definir | T.B.D        |
|            | v.s.       |            |            | Por definir | Por definir | T.B.D        |
|            | v.s.       |            |            | Por definir | Por definir | T.B.D        |

| Jornada 25 | Jornada 25 | Jornada 25 | Jornada 25 | Jornada 25  | Jornada 25  | Jornada 25   |
| Local      | Resultado  | Visitante  | Estadio    | Fecha       | Hora        | Espectadores |
| ---------- | ---------- | ---------- | ---------- | ----------- | ----------- | ------------ |
|            | v.s.       |            |            | Por definir | Por definir | T.B.D        |
|            | v.s.       |            |            | Por definir | Por definir | T.B.D        |
|            | v.s.       |            |            | Por definir | Por definir | T.B.D        |
|            | v.s.       |            |            | Por definir | Por definir | T.B.D        |
|            | v.s.       |            |            | Por definir | Por definir | T.B.D        |
|            | v.s.       |            |            | Por definir | Por definir | T.B.D        |
|            | v.s.       |            |            | Por definir | Por definir | T.B.D        |
|            | v.s.       |            |            | Por definir | Por definir | T.B.D        |

| Jornada 26 | Jornada 26 | Jornada 26 | Jornada 26 | Jornada 26  | Jornada 26  | Jornada 26   |
| Local      | Resultado  | Visitante  | Estadio    | Fecha       | Hora        | Espectadores |
| ---------- | ---------- | ---------- | ---------- | ----------- | ----------- | ------------ |
|            | v.s.       |            |            | Por definir | Por definir | T.B.D        |
|            | v.s.       |            |            | Por definir | Por definir | T.B.D        |
|            | v.s.       |            |            | Por definir | Por definir | T.B.D        |
|            | v.s.       |            |            | Por definir | Por definir | T.B.D        |
|            | v.s.       |            |            | Por definir | Por definir | T.B.D        |
|            | v.s.       |            |            | Por definir | Por definir | T.B.D        |
|            | v.s.       |            |            | Por definir | Por definir | T.B.D        |
|            | v.s.       |            |            | Por definir | Por definir | T.B.D        |

| Jornada 27 | Jornada 27 | Jornada 27 | Jornada 27 | Jornada 27  | Jornada 27  | Jornada 27   |
| Local      | Resultado  | Visitante  | Estadio    | Fecha       | Hora        | Espectadores |
| ---------- | ---------- | ---------- | ---------- | ----------- | ----------- | ------------ |
|            | v.s.       |            |            | Por definir | Por definir | T.B.D        |
|            | v.s.       |            |            | Por definir | Por definir | T.B.D        |
|            | v.s.       |            |            | Por definir | Por definir | T.B.D        |
|            | v.s.       |            |            | Por definir | Por definir | T.B.D        |
|            | v.s.       |            |            | Por definir | Por definir | T.B.D        |
|            | v.s.       |            |            | Por definir | Por definir | T.B.D        |
|            | v.s.       |            |            | Por definir | Por definir | T.B.D        |
|            | v.s.       |            |            | Por definir | Por definir | T.B.D        |

| Jornada 28 | Jornada 28 | Jornada 28 | Jornada 28 | Jornada 28  | Jornada 28  | Jornada 28   |
| Local      | Resultado  | Visitante  | Estadio    | Fecha       | Hora        | Espectadores |
| ---------- | ---------- | ---------- | ---------- | ----------- | ----------- | ------------ |
|            | v.s.       |            |            | Por definir | Por definir | T.B.D        |
|            | v.s.       |            |            | Por definir | Por definir | T.B.D        |
|            | v.s.       |            |            | Por definir | Por definir | T.B.D        |
|            | v.s.       |            |            | Por definir | Por definir | T.B.D        |
|            | v.s.       |            |            | Por definir | Por definir | T.B.D        |
|            | v.s.       |            |            | Por definir | Por definir | T.B.D        |
|            | v.s.       |            |            | Por definir | Por definir | T.B.D        |
|            | v.s.       |            |            | Por definir | Por definir | T.B.D        |

| Jornada 29 | Jornada 29 | Jornada 29 | Jornada 29 | Jornada 29  | Jornada 29  | Jornada 29   |
| Local      | Resultado  | Visitante  | Estadio    | Fecha       | Hora        | Espectadores |
| ---------- | ---------- | ---------- | ---------- | ----------- | ----------- | ------------ |
|            | v.s.       |            |            | Por definir | Por definir | T.B.D        |
|            | v.s.       |            |            | Por definir | Por definir | T.B.D        |
|            | v.s.       |            |            | Por definir | Por definir | T.B.D        |
|            | v.s.       |            |            | Por definir | Por definir | T.B.D        |
|            | v.s.       |            |            | Por definir | Por definir | T.B.D        |
|            | v.s.       |            |            | Por definir | Por definir | T.B.D        |
|            | v.s.       |            |            | Por definir | Por definir | T.B.D        |
|            | v.s.       |            |            | Por definir | Por definir | T.B.D        |

| Jornada 30 | Jornada 30 | Jornada 30 | Jornada 30 | Jornada 30  | Jornada 30  | Jornada 30   |
| Local      | Resultado  | Visitante  | Estadio    | Fecha       | Hora        | Espectadores |
| ---------- | ---------- | ---------- | ---------- | ----------- | ----------- | ------------ |
|            | v.s.       |            |            | Por definir | Por definir | T.B.D        |
|            | v.s.       |            |            | Por definir | Por definir | T.B.D        |
|            | v.s.       |            |            | Por definir | Por definir | T.B.D        |
|            | v.s.       |            |            | Por definir | Por definir | T.B.D        |
|            | v.s.       |            |            | Por definir | Por definir | T.B.D        |
|            | v.s.       |            |            | Por definir | Por definir | T.B.D        |
|            | v.s.       |            |            | Por definir | Por definir | T.B.D        |
|            | v.s.       |            |            | Por definir | Por definir | T.B.D        |

## Estadísticas

### Récords
- Primer gol de la temporada: Anotado por Ilya Dubinets, en el Minsk 1 – 2 Naftan Novopolotsk (13 de marzo de 2025)
- Partido con más espectadores: 14 307, en el Gomel 0 – 1 Slavia-Mozyr (6 de abril de 2025); 14 307, en el Gomel 0 – 2 Rogachev (28 de junio de 2025)
- Partido con menos espectadores: 115, en el Arsenal Dzerzhinsk 1 – 1 Smorgon (6 de abril de 2025)

## Fichajes

### Fichajes más caros del mercado de invierno
| Jugador            | Club de destino    | Club de origen                | Precio (€) |
| ------------------ | ------------------ | ----------------------------- | ---------- |
| Daniil Galyata     | Rogachev           | Isloch Minsk                  | 100.000    |
| Karen Vardanyan    | Dinamo Minsk       | Vitebsk                       | 50.000     |
| Yao Jean Charles   | BATE Borísov       | SKA-Jabárovsk                 | 50.000     |
| Egor Kortsov       | Dinamo Brest       | Leningradets Leningrad Oblast | 35.000     |
| Maksim Kovalevich  | Isloch Minsk       | Shakhtyor Soligorsk           | 20.000     |
| Denis Kovalevich   | Dinamo Brest       | Shakhtyor Soligorsk           | 20.000     |
| Ivan Zenkov        | Dinamo Brest       | Shakhtyor Soligorsk           | 20.000     |
| Vadim Martinkevich | Gomel              | Shakhtyor Soligorsk           | 20.000     |
| Artur Nazarenko    | Neman Grodno       | Minsk                         | 20.000     |
| Nikolay Sotnikov   | Arsenal Dzerzhinsk | Shakhtyor Soligorsk           | 20.000     |

| Datos actualizados a 17 de marzo de 2025. Fuentes: |